# لون اوک (ویرجینیای غربی)
لون اوک (به انگلیسی: Lone Oak) یک منطقهٔ مسکونی در ایالات متحده آمریکا است که در شهرستان مارشال، ویرجینیای غربی واقع شده‌است. لون اوک ۴۱۹٫۱۱ متر بالاتر از سطح دریا واقع شده‌است.